# Constantin de Preud'homme d'Hailly de Nieuport
Constantin François Antoine Joseph de Preud'homme d'Hailly de Nieuport (Gent, 24 mei 1748 – Brugge, 5 februari 1835) was intendant van de provincie West-Vlaanderen tijdens de overgangsperiode 1814-1815.

## Familie
De familie De Preud'homme d'Hailly de Nieuport was in 1530 door keizer Karel V in de adelstand opgenomen, ten gunste van Pierre de Preud'homme, burgemeester van Rijsel. Verheffingen tot ridder volgden voor verschillende familieleden, evenals, begin 17e eeuw de titel van burggraaf van Nieuwpoort, in 1721 van graaf d'Hailly en in 1756 van markies de Verquigneul.
De mannelijke familieleden werden hoofdzakelijk officier in dienst van de Spaanse of Oostenrijkse regerende vorsten.
Constantin de Preud'homme was de jongste van de drie zoons van jonkheer Charles de Preud'homme (1716-ca. 1790), burggraaf van Nieuwpoort en Oombergen, baron van Poeke, en Marie-Anne d'Alegambe. Zijn oudste broer, Louis (1743-1831), burggraaf van Nieuwpoort, werd in 1816 in de adelstand bevestigd met de titel van vicomte de Nieuport. Hij was in 1814-1815 onder het Voorlopig Bewind, intendant van Oost-Vlaanderen. Zijn twee huwelijken bleven kinderloos. Zijn andere broer, Charles de Preud'homme d'Hailly de Nieuport (1746-1827), die ongehuwd bleef, werd in 1816 in de adelstand bevestigd, eveneens met de titel van vicomte de Nieuport. Hij werd lid van de Tweede Kamer, was kanselier van koning Willem I en lid van de Koninklijke Nederlandse Akademie van Wetenschappen in Brussel. Hij verwierf vooral bekendheid als mathematicus en filosoof.
Constantin de Preud'homme trouwde in 1780 in Brugge met Maximilienne de Vinchant de Gontreuil (ca. 1755-1786) en in tweede huwelijk in Gent in 1793 met Marie-Anne de Murray (1753-1822), dochter van Joseph Murray de Melgum, een van de belangrijke generaals in Oostenrijkse dienst en in 1787 korte tijd gevolmachtigd minister in de Oostenrijkse Nederlanden. Preud'homme had een dochter en twee zoons uit het eerste huwelijk en een zoon uit het tweede huwelijk.

## Levensloop
Preud'homme werd officier in Oostenrijkse dienst, meer bepaald in het dragonderregiment Saint-Ignon. Hij werd vervolgens schepen en burgemeester van het Brugse Vrije. Met de Franse invasie van 1794 verliet hij de Oostenrijkse Nederlanden en volgde de Oostenrijkers om pas begin van de 19e eeuw terug te keren. Zijn jongste zoon werd in 1796 in Oostenrijk geboren. 
In april 1814 volgde hij Bernard Van Severen op als voorlopig intendant (voorloper van de gouverneurs) van de Nederlandse provincie West-Vlaanderen, het voormalige Franse Leiedepartement. Zijn benoeming werd beslist door de voorlopige regering die door de geallieerden over de Zuidelijke Nederlanden na de val van Napoleon was aangesteld. Hij werd in 1816, net als zijn broers, in de adelstand bevestigd met de titel van vicomte de Nieuport. Willem I benoemde hem tot lid van de Eerste Kamer.

## Charles de Preud'homme d'Hailly de Nieuport
Zijn oudste zoon, Charles de Preud'homme d'Hailly de Nieuport (1780-1817), werd in 1814 onder-intendant voor het arrondissement Brugge en vervolgens arrondissementscommissaris. Samen met zijn vader werd hij in 1816 erkend in de erfelijke adel en benoemd in de Ridderschap van West-Vlaanderen. Hij trouwde in 1805 met Hélène de Brauwer (1787-1821), dochter van Pierre de Brauwer en Marie-Anne van Overloop, die, weduwe geworden, hertrouwde met Louis-Ernest de Preud'homme d'Hailly. Ze hadden een zoon en een dochter, en stierven beiden vroegtijdig.